# بروتوماب (علم الأعصاب)
بروتوماب (علم الأعصاب) (بالإنجليزية: Protomap (neuroscience))‏ هي خريطة جزيئية بدائية للمناطق الوظيفية لقشرة الدماغ في الثدييات خلال التطور الجنيني المبكر، في مرحلة لا تزل فيها الخلايا الجذعية العصبية هي نوع الخلية السائد. البروتوماب هو سمة من سمات المنطقة البطينية، الذي يحتوي على الخلايا السلفية القشرية الرئيسة، والمعروفة باسم الخلايا الدبقية الشعاعية. بواسطة عملية تسمى (الزخرفة القشرية)، البروتوماب مصمّم بواسطة نظام لمراكز الإشارات في الجنين، التي توفر معلومات موضعية وتعليمات مصير الخلية، بدأت هذه التعليمات الجينية المبكرة عملية تطوير ونضج تؤدي إلى ظهور المناطق الوظيفية الناضجة للقشرة، على سبيل المثال المناطق البصرية والحسية الجسدية والحركية. صاغ باسكو راكيتش مصطلح بروتوماب. عارضت فرضية البروتوماب فرضية البروتوكورتكس، التي تقترح أن المناطق الأولية القشرية لها نفس الإمكانات في البداية، وأن الهيكلة الإقليمية في جزء كبير منها تتحكم فيها التأثيرات الخارجية، مثل المدخلات المحورية من المهاد إلى القشرة. ومع ذلك، قدمت سلسلة من الأوراق في عام 2000 وفي عام 2001 أدلة قوية ضد فرضية القشرة الأولية، وتم قبول فرضية البروتوماب بشكل جيد منذ ذلك الحين. تشكّل فرضية البروتوماب، جنباً إلى جنب مع فرضية الوحدة الشعاعية ذات الصلة، فهمنا الأساسي للتطور الجنيني للقشرة الدماغية. بمجرد وجود البنية الأساسية وانتقال الخلايا العصبية القشرية إلى وجهاتها النهائية، تساهم العديد من العمليات الأخرى في نضج الدوائر القشرية الوظيفية.